# Paul Ringer
Pour les articles homonymes, voir Ringer.
Paul Ringer est né le 28 janvier 1948 à Leeds (Angleterre). Joueur de rugby à XV, il est sélectionné en équipe du pays de Galles au poste de troisième ligne aile. 

## Carrière
Il dispute son premier test match le 11 novembre 1978, contre l'équipe de Nouvelle-Zélande, et son dernier contre la même équipe, le 1er novembre 1980.
Il est expulsé lors du match du tournoi des 5 nations Angleterre-Galles 1980 pour une charge à retardement sur l'ouvreur anglais. A noter que les Gallois perdirent ce match de justesse 9 à 8.

## Palmarès
- Huit sélections en équipe nationale (et une non officielle) .
- Ventilation par année : 1 en 1978, 4 en 1979, 3 en 1980.
- Trois Tournois des Cinq Nations disputés : 1979, 1980 et 1983.
- Vainqueur du Tournoi des Cinq Nations en 1979.